# Acanthasteridae
De Acanthasteridae zijn een familie van zeesterren uit de orde van de Valvatida. De groep werd voor het eerst onderscheiden in 1889 door Percy Sladen, die haar de rang en naam van een onderfamilie gaf: Acanthasterinae.

## Geslacht
- Acanthaster Gervais, 1841